# Rembrandt Peale

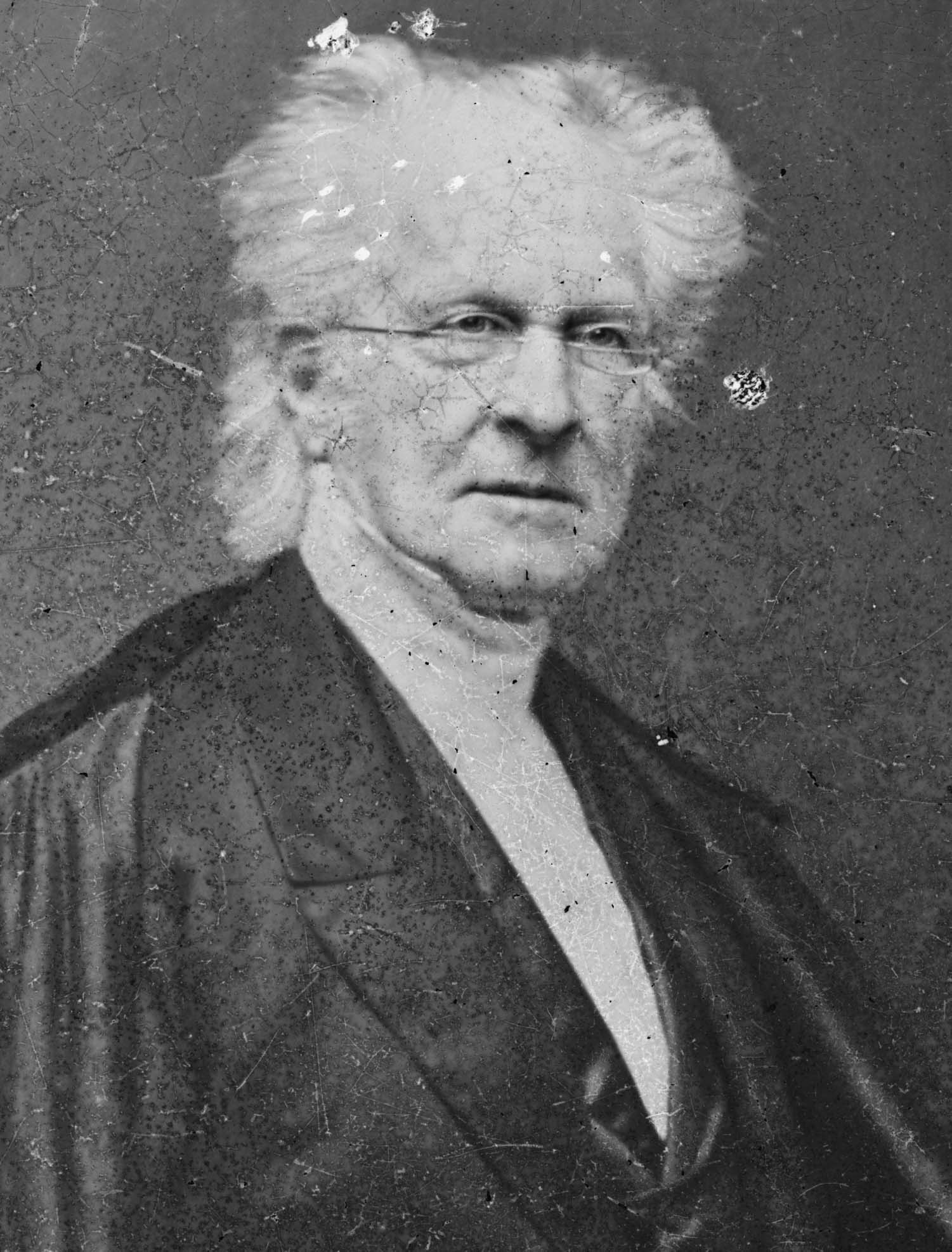
Rembrandt Peale

Rembrandt Peale (Bucks County, Pennsylvania, 22 februari 1778 – Philadelphia, Pennsylvania, 3 oktober 1860) was een Amerikaanse kunstschilder en museumdirecteur. Hij geldt als een succesvol portretschilder die vooral bekend werd door zijn portretten van de Amerikaanse presidenten George Washington en Thomas Jefferson. Rembrandt Peale werd qua stijl beïnvloed door het Franse neoclassicisme na een verblijf in Parijs. Peale vervaardigde meer dan zeshonderd schilderijen.

## Levensloop
Rembrandt Peale was de derde van zes kinderen. Zijn vader, Charles Peale, noemde zijn zoon naar de 17de-eeuwse Nederlandse schilder Rembrandt van Rijn. Charles leerde al zijn (naar beroemde schilders vernoemde) kinderen, waaronder Raphaelle Peale, Rubens Peale en Titian Peale, de kunst van het schilderen.
Peale begon op zijn achtste met tekenen en completeerde zijn eerste zelfportret op dertienjarige leeftijd.
Op zeventienjarige leeftijd schilderde hij in navolging van zijn vader een portret van George Washington. Dit werd zo goed ontvangen, dat Peale zijn carrière was begonnen.
Op 15 augustus 1814 opende Peale een museum in Baltimore, dat later het Peale Museum zou gaan heten. Het museum sloot zijn deuren in 1997.

## Werken (selectie)

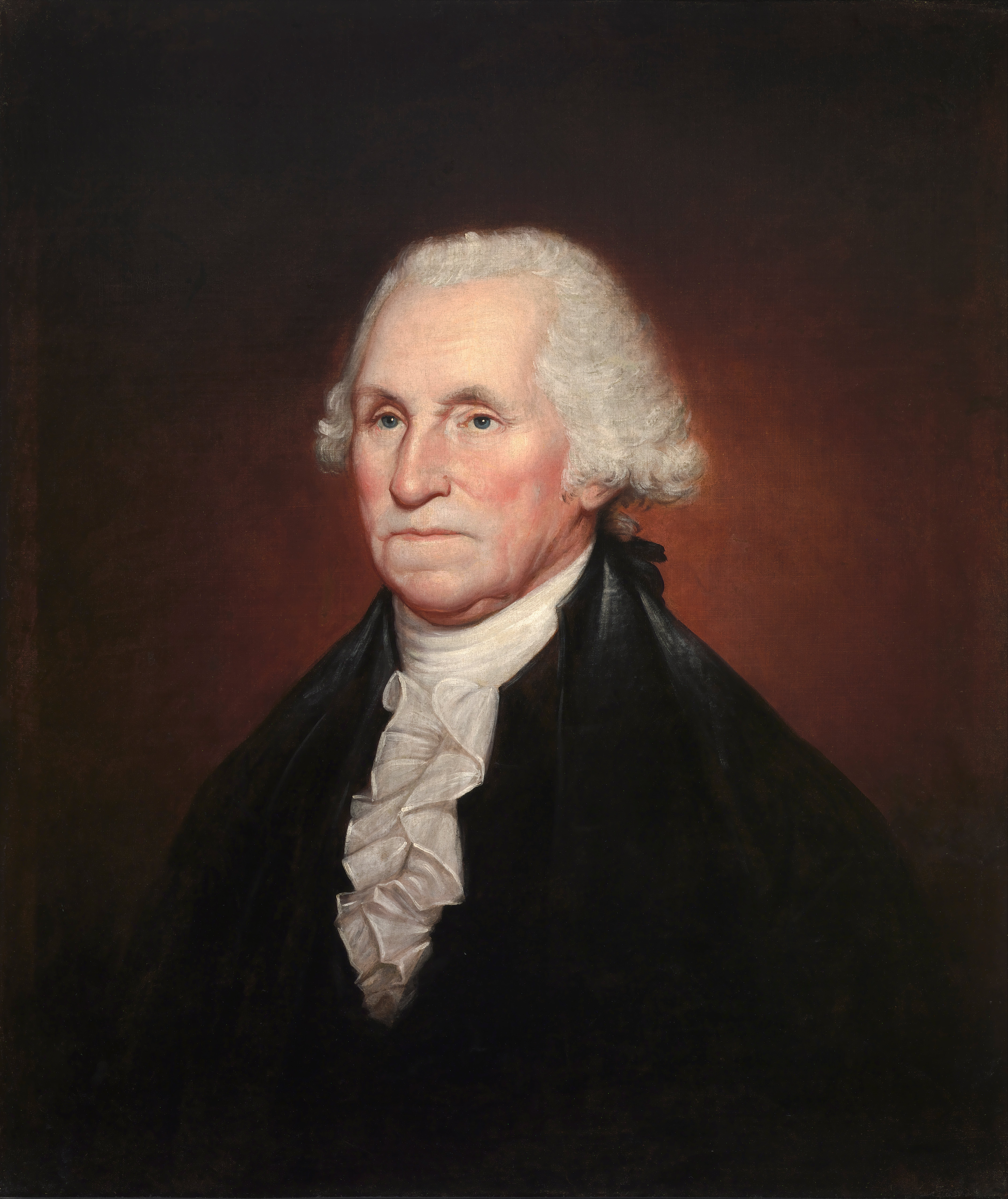
Portret van George Washington
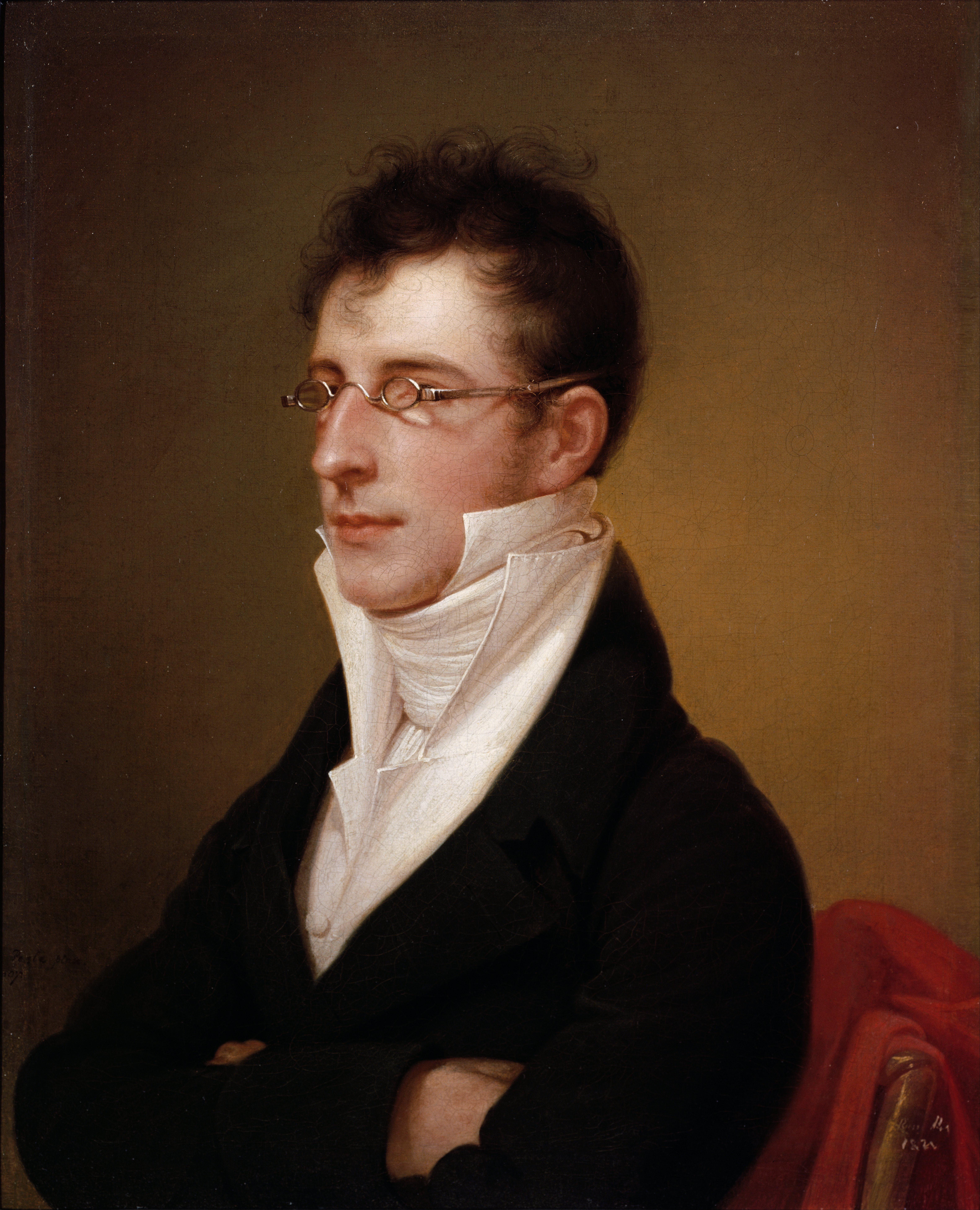
Portret van Rubens Peale
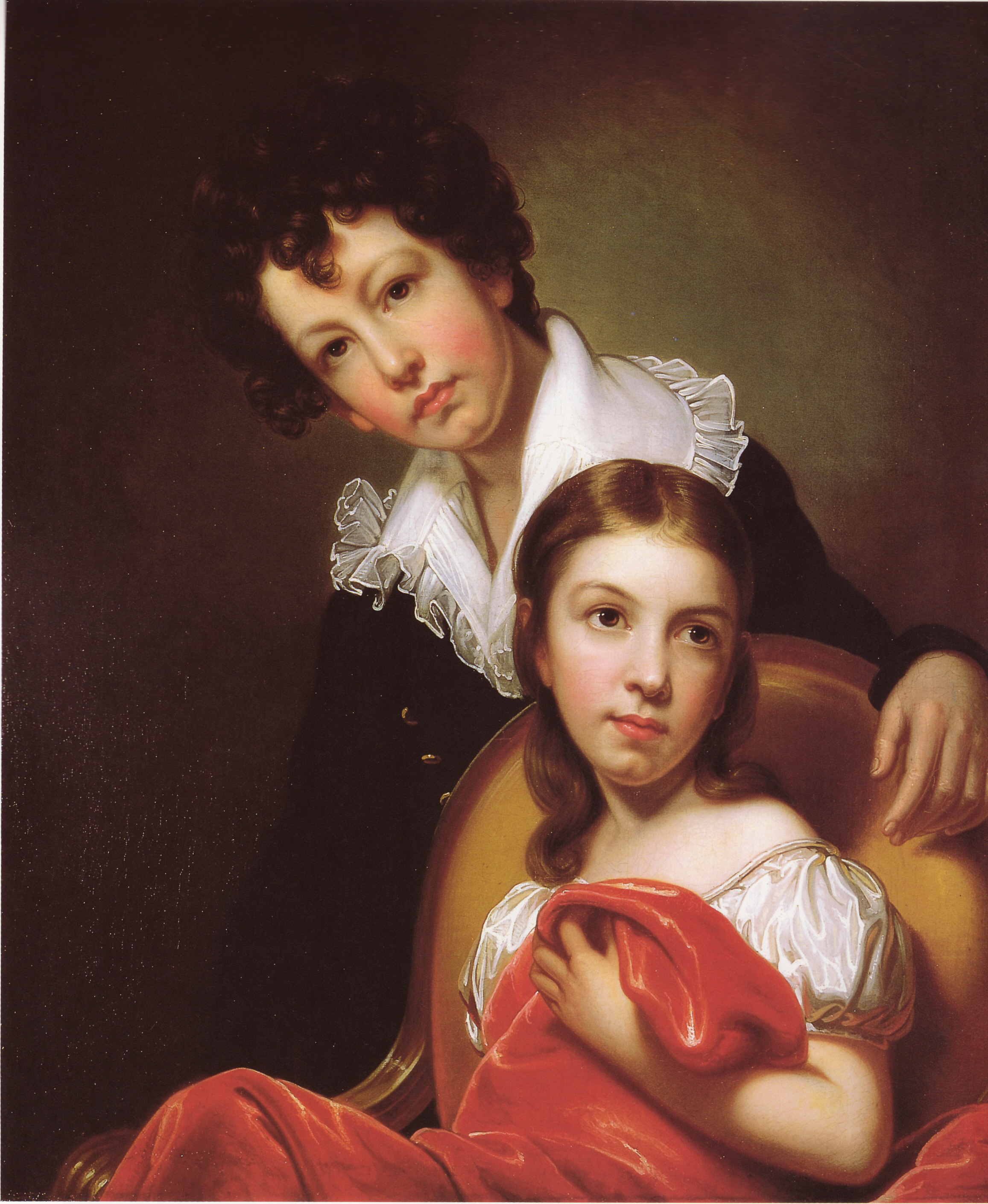
Portret van Michel Angelo en Emma Peale
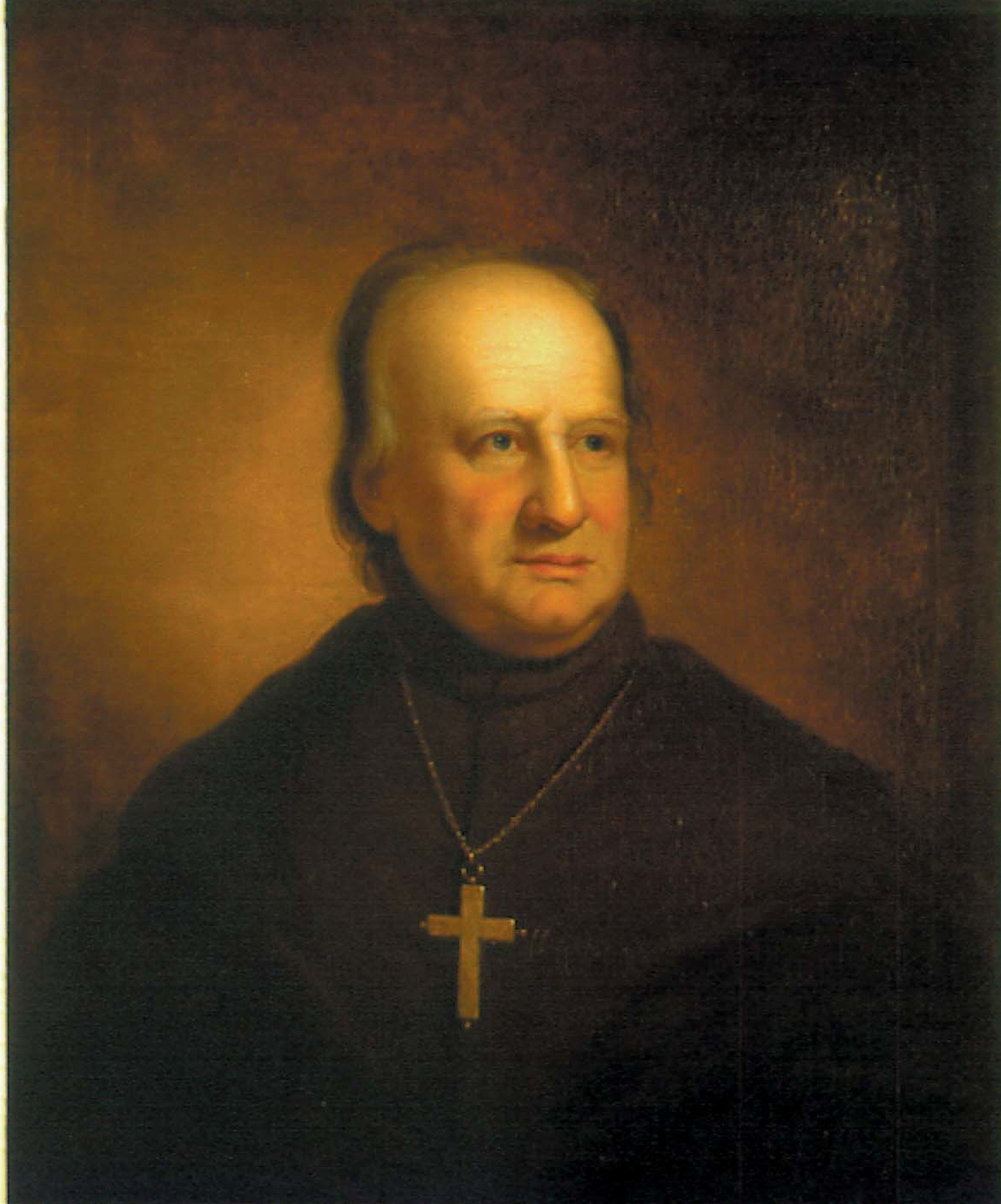
Portret van John Carroll Peale
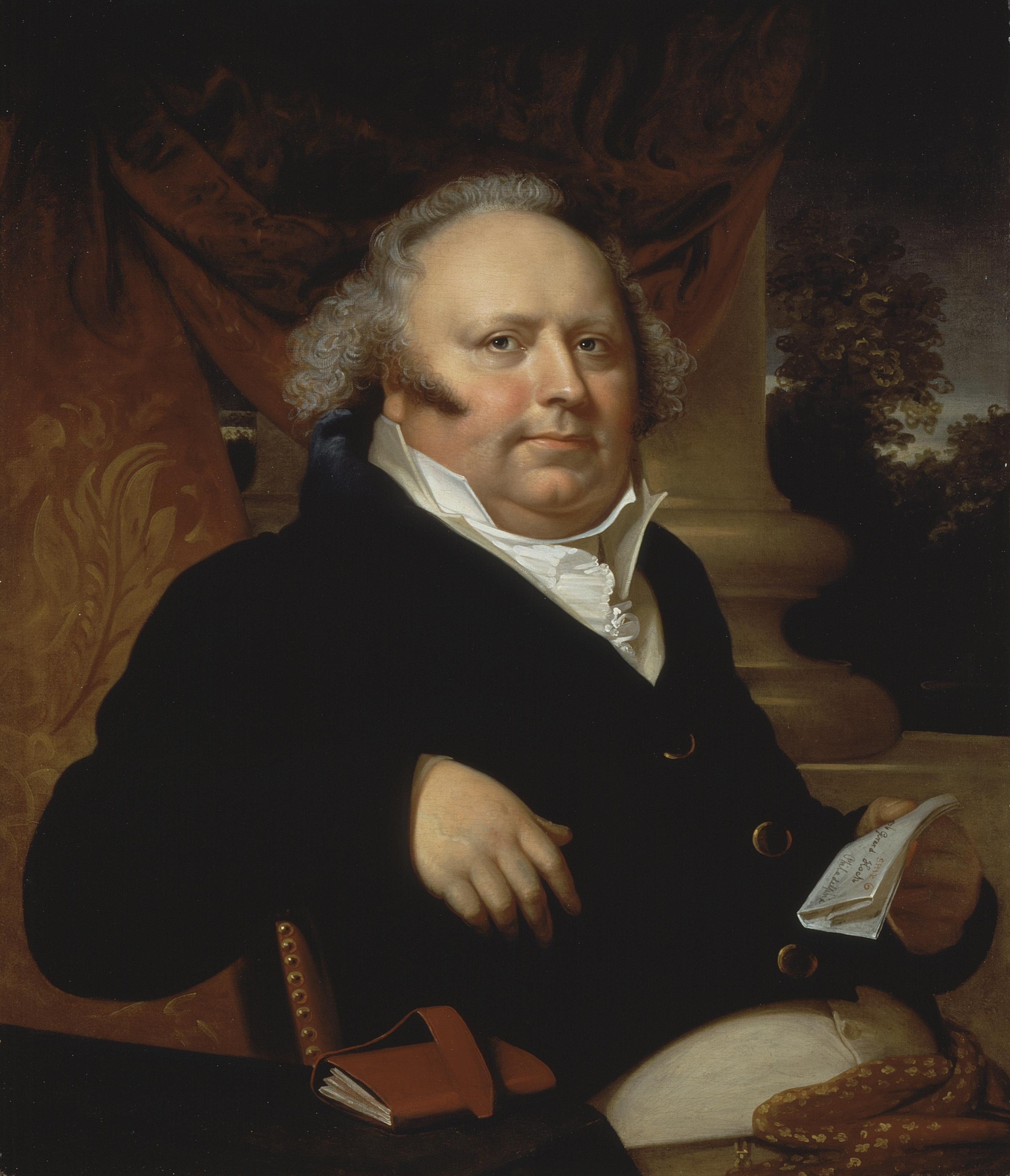
Portret van Jacob Gerard Koch
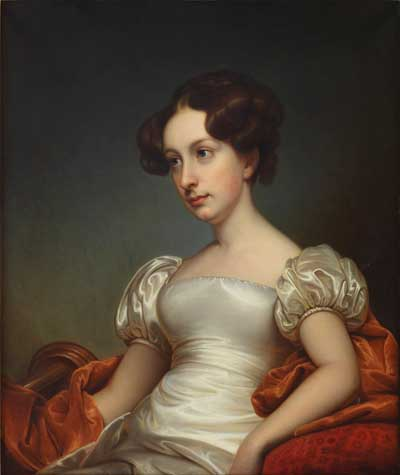
Portret van Catharine Peabody Gardner
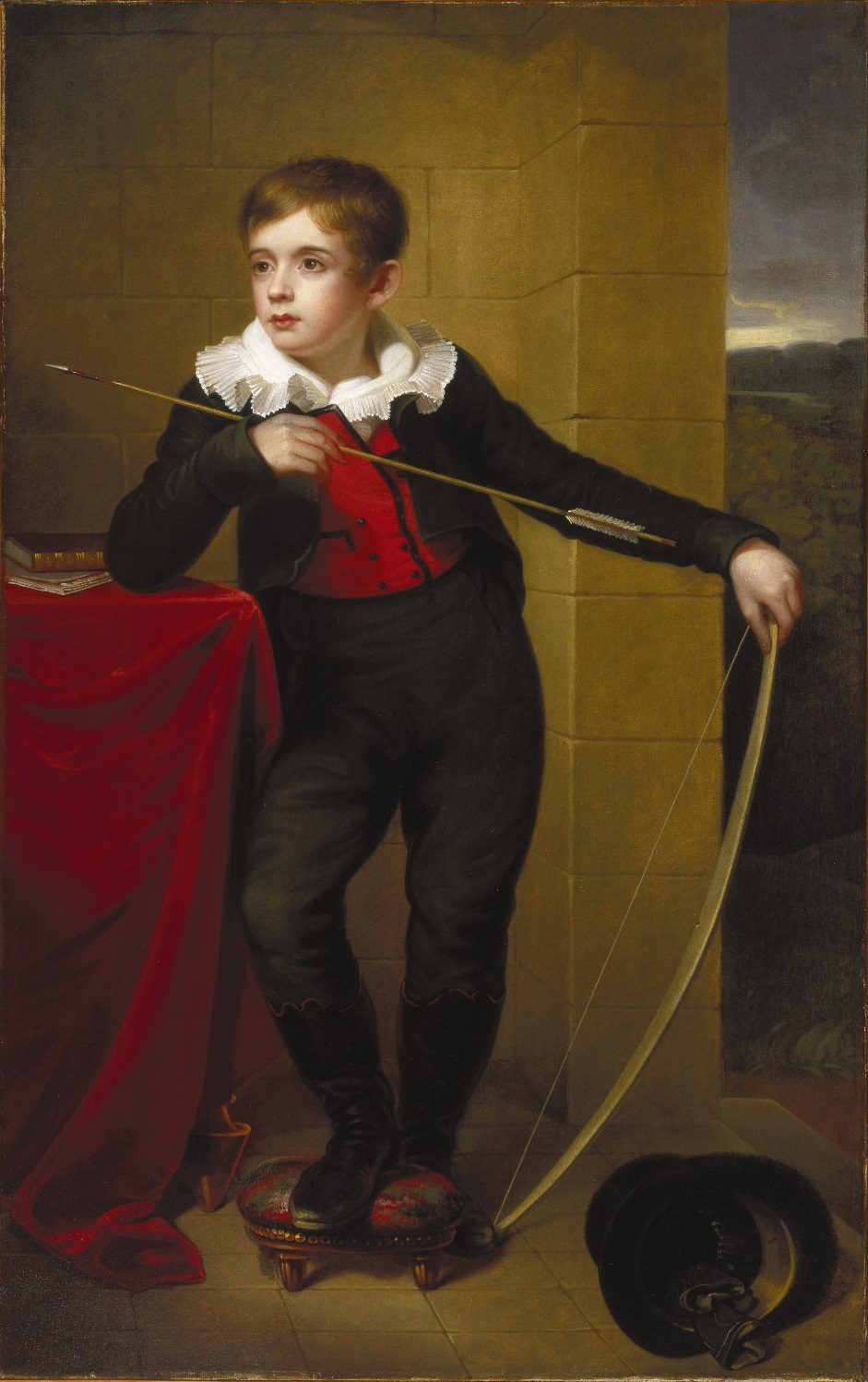
Portret van George Taylor II
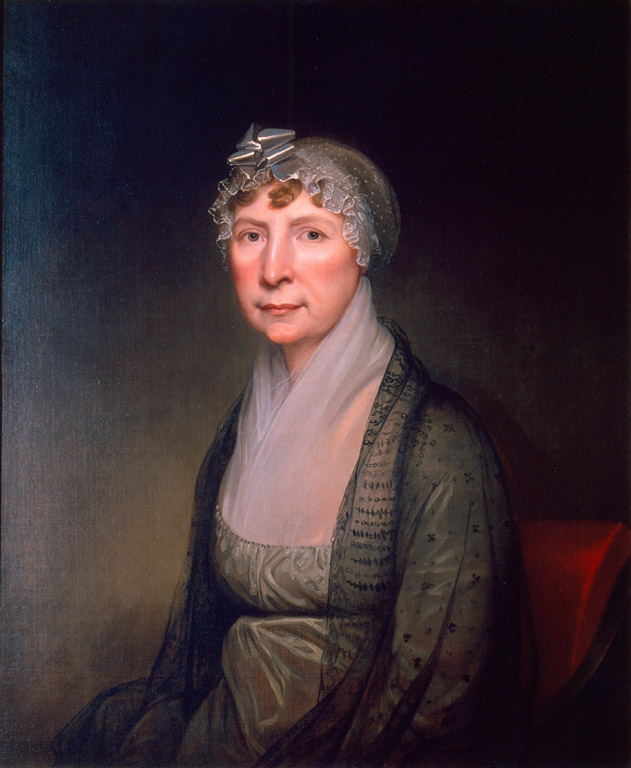
Portret van Cornelia van Horn Lansdale

- Bibliothèque nationale de France: cb14955764p (data)
- Stuttgart Database of Scientific Illustrators 1450–1950: 3351
- Gemeinsame Normdatei: 117692719
- International Standard Name Identifier: 0000 0001 1611 4561
- Library of Congress Control Number: n85813460
- Nationale Bibliotheek van Israël: 987007452645605171
- RKD-Nederlands Instituut voor Kunstgeschiedenis: 62243
- SNAC: w637786t
- Système universitaire de documentation: 079567274
- Union List of Artist Names: 500019719
- Virtual International Authority File: 27334932
- WorldCat: E39PBJgmQckFhdPqc7QBFPHpyd